# Silver Springs (Nevada)
Silver Springs è un census-designated place (CDP) degli Stati Uniti, situato nella Contea di Lyon nello stato del Nevada. Nel censimento del 2000 la popolazione era di 4.708 abitanti.

## Geografia fisica
Secondo i rilevamenti dell'United States Census Bureau, la località di Silver Springs si estende su una superficie di 203,5 km², dei quali 187,6 km² occupati da terre, e 15,9 km² dalle acque.

## Popolazione
Secondo il censimento del 2000, a Silver Springs vivevano 4.708 persone, ed erano presenti 1.227 gruppi familiari. La densità di popolazione era di 25,1 ab./km². Nel territorio comunale si trovavano 1.935 unità edificate. Per quanto riguarda la composizione etnica degli abitanti, il 91,67% era bianco, l'1,21% era afroamericano, l'1,83% era nativo, lo 0,45% era asiatico e lo 0,21% proveniva dall'Oceano Pacifico. L'1,47% della popolazione apparteneva ad altre razze e il 3,16% a più di una. La popolazione di ogni razza ispanica corrispondeva al 4,63% degli abitanti.
Per quanto riguarda la suddivisione della popolazione in fasce d'età, il 25,0% era al di sotto dei 18, il 5,5% fra i 18 e i 24, il 27,8% fra i 25 e i 44, il 27,4% fra i 45 e i 64, mentre infine il 14,1% era al di sopra dei 65 anni di età. L'età media della popolazione era di 40 anni. Per ogni 100 donne residenti vivevano 96,7 maschi.